# Трассирующие составы

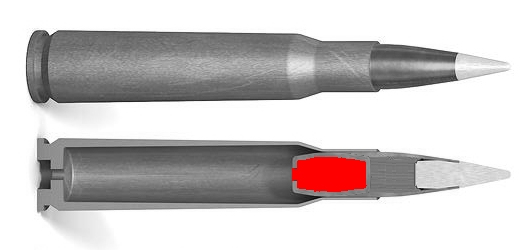
Трассирующая пулемётная пуля. Красным отмечен заряд пиротехнического вещества в задней части пули.

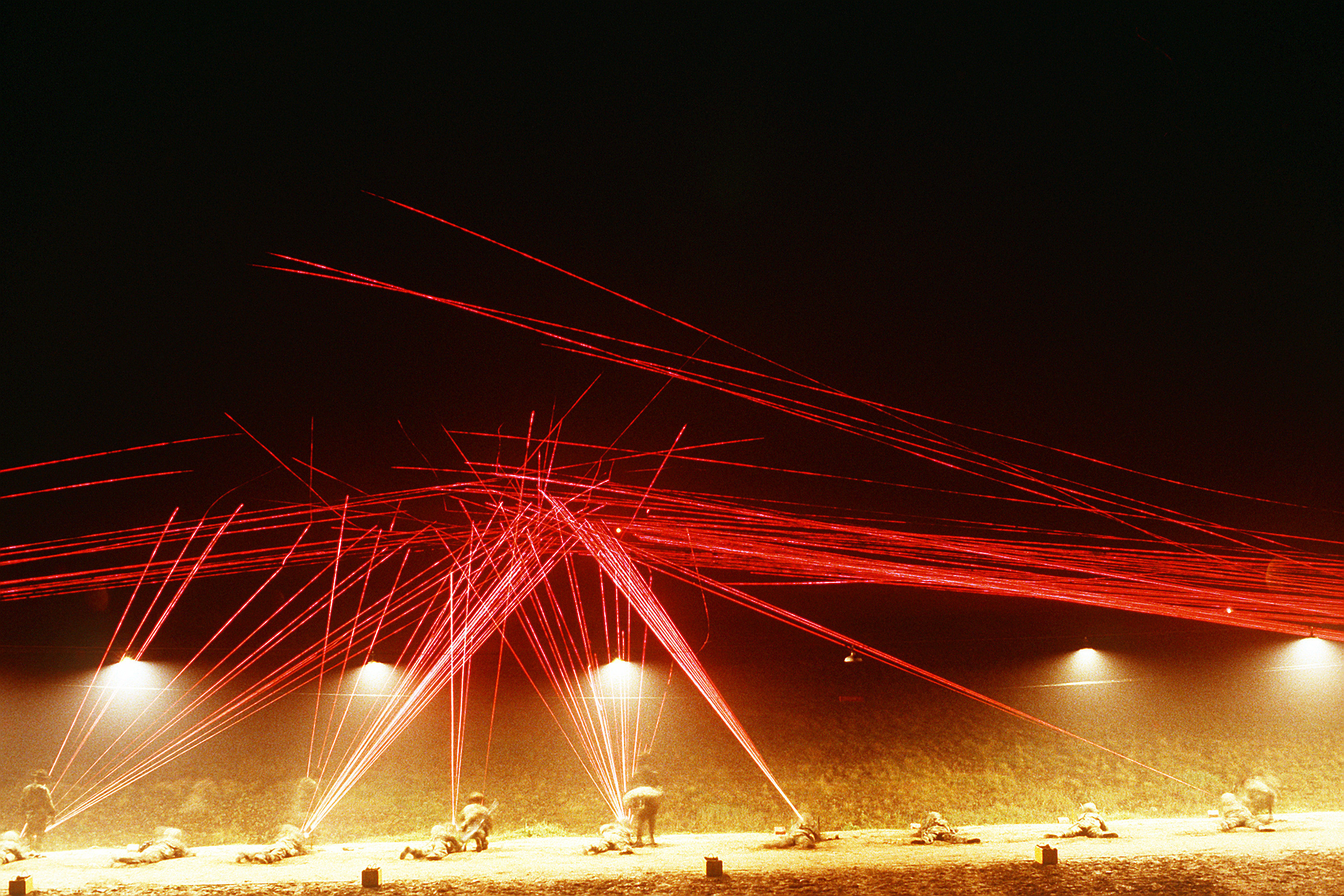
Стрельба трассирующими боеприпасами ночью

Трассирующие составы — пиротехнические составы, делающие видимой траекторию полёта быстро движущихся объектов (пуль, снарядов и др.).
Трассирующие пули и снаряды появились до Первой мировой войны. Особенно широкое применение они нашли во вторую мировую войну, когда зенитные осколочные снаряды малого калибра и почти все авиационные снаряды снабжали трассёрами. В послевоенное время ими стали оснащаться неуправляемые реактивные снаряды и ПТУРы первого поколения (9К11 «Малютка», SS.10).
Подразделяются на огневые (наиболее распространены) и дымовые. Огневые выгодно отличаются видимостью ночью. Состоят из: окислителя, горючего и связующего. Трассирующие составы горят со скоростью несколько мм/сек, образуя при горении яркое пламя. По цвету пламени различают трассёры красного, белого, жёлтого, синего и зелёного огня.
Применяют трассирующие составы в основном в военных целях для визуального установления дальности и направления полета (пуль, снарядов) и наведения оружия на цель.
Разработаны составы дающие излучение, в основном, в инфракрасной области спектра. Трассу можно наблюдать через приборы ночного видения:
состоит из SrO2 — 34,5 %, BaO2 — 34,5 %, MgCO3 — 10 %, резинат кальция — 10 %, кремний — 1 %, Ba(NO3)2 — 10 %.
Продукты горения (дым, шлак) ускоряют коррозию металлических частей. Интенсивная стрельба трассирующими пулями ведёт к преждевременному износу ствола стрелкового оружия. Трассирующие пули стрелкового оружия вследствие конструктивных особенностей обладают меньшей пробивной силой.
В СССР, России и некоторых странах СНГ принята маркировка трассирующих боеприпасов к стрелковому оружию — прозрачный зелёный лак на кончике пули.
В странах НАТО трассирующие пули маркируются непрозрачной красной краской на кончике.